# هيكل الوجه
الهيكل الوجهي أو القحف الحشوي أو عظام الوجه (بالإنجليزية: facial skeleton)‏ هو جزء من الجمجمة أصله من الأقواس البلعومية، وتتألف عظام الوجه من العظام الأمامية، والسفلية من الجمجمة، وباقي الجمجمة عبارة عن قحف عصبي.

## التركيب
تتكون عظام الوجه في الجمجمة البشرية غالبا من 14عظمة هم:
- المحارة الأنفية المتوسطة (2)
- العظم الدمعي (2)
- الفك السفلي
- الفك العلوي (2)
- العظام الأنفية (2)
- عظام الحنك (2)
- الميكعة
- العظم الوجني (2)

## الاختلافات
يمكن أن يوجد أحيانا العظم اللامي، و العظم الغربالي (أو جزء منه)، و العظم الوتدي. لكن ما دون ذلك يعتبر جزءًا من القحف العصبي، كما تعتبر بعض المصادر أن جزئي الفك العلوي اليمين واليسار عظمتان وليس عظمة واحدة، وكذلك عظمة الحنك.
تختلف الكتب الدراسية فيما بينها في تكوين هيكل الوجه، يُميزبعضُها تميزًا دقيقًا بين عظام القحف العصبي والقحف الحشوي معتمدًا على المنشأ الجنيني للعظم، بينما يميل البعض الآخر إلى أن كل العظام الموجودة في الجهة الأمامية من الجمجمة البشرية هي جزء من هيكل الوجه مثل: عظمة الجبهة.

## التطور
ينشأ القحف الحشوي من خلايا العرف العصبي (وهي أيضا مسئولة عن تكوين القحف العصبي والأسنان ولُب الغدة الكظرية) أو من مبضع الصلبة الناشئ من الكتلة الجسدية من الاديم المتوسط. وينشأ العميد المتصل بطبلة الأذن كما في رباعيات الأطراف كالبرمائيات والزواحف من القحف الحشوي. كما أن عظام الأذن الوسطى (المطرقة والسندان والركاب) في الثدييات منشأؤها أيضاً من القحف الحشوي. بينما القحف العصبى في الأسماك الغضروفية وغيرها من الفقاريات الغضروفية فلا يحدث له تعظم غضروفي.
يوجد اختلاف كبير بين البشر في تكوين القحف الوجهي; نتيجة اختلاف أنماط الوراثة البيولوجية، وقد تم التعرف على جينات محددة عن طريق تحليل المتغيرات العظمية وتعدد أشكال النوكليوتيدات المفردة بشكل واسع على نطاق الجينوم تتحكم في تطور القحف الوجهي، من هذه الجينات: DCHS2, GLI3, RUNX2, وPAX3 التي وجد أنها تحدد شكل الأنف، وكذلك جين EDAR الذي يؤثر على الذقن.

## صور إضافية

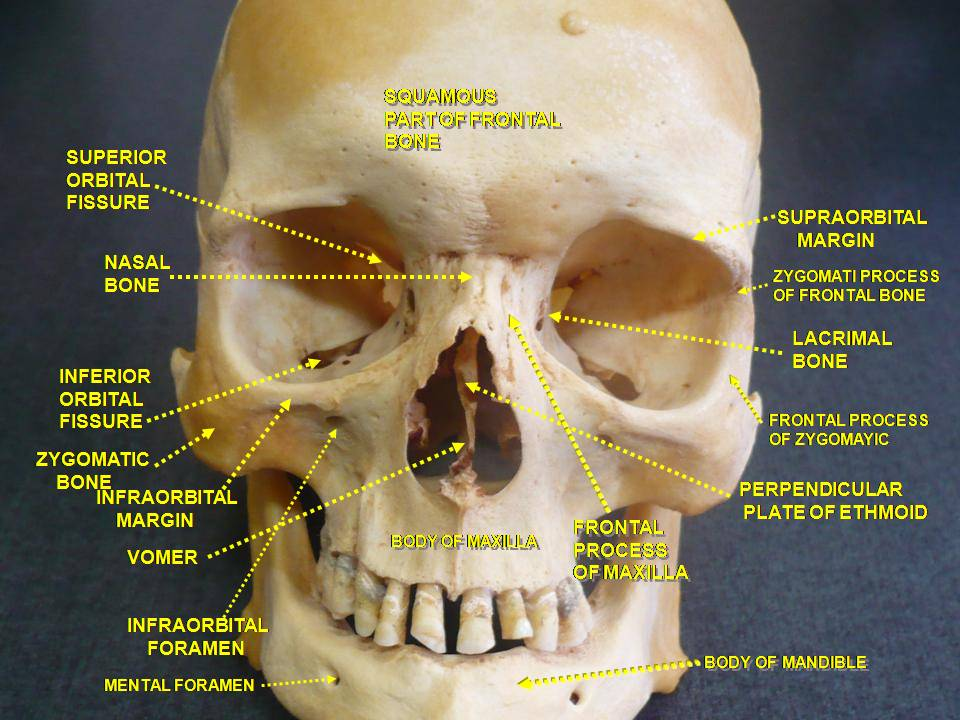
هيكل وجه بشري، منظر أمامي.
جمجمة بشرية، منظر جانبي.
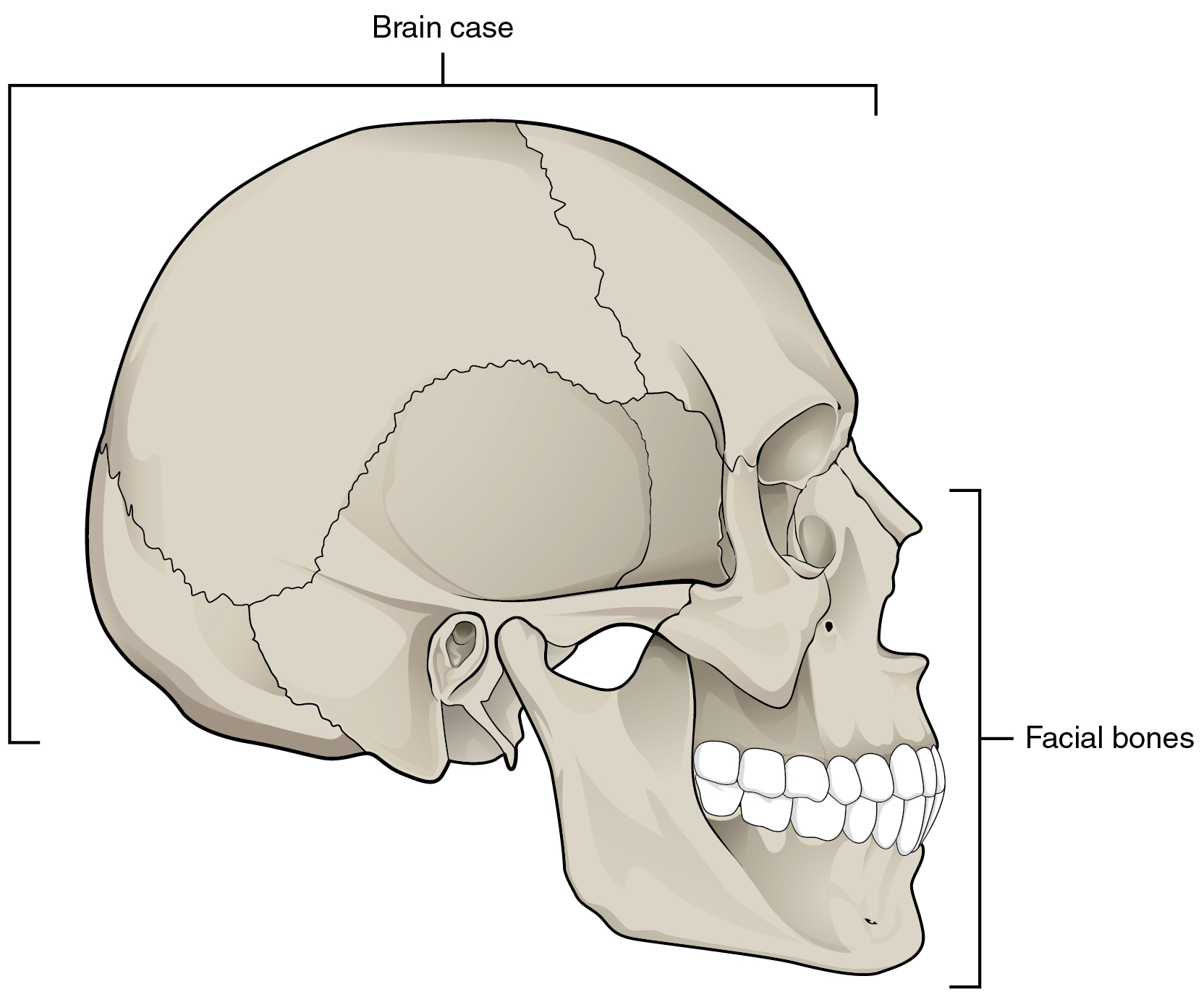
عظام الوجه، والقحف العصبي.

## وصلات خارجية
- ent/9 في موقع إي ميديسين - "Facial Bone Anatomy"